# Capulinia jaboticabae
Capulinia jaboticabae är en insektsart som beskrevs av Ihering 1898. Capulinia jaboticabae ingår i släktet Capulinia och familjen filtsköldlöss. Inga underarter finns listade i Catalogue of Life.